# サン・ニコロ・ダルチダーノ
サン・ニコロ・ダルチダーノ（イタリア語: San Nicolò d'Arcidano）は、イタリア共和国サルデーニャ自治州オリスターノ県にある、人口約2,600人の基礎自治体（コムーネ）。

## 地理

### 位置・広がり

#### 隣接コムーネ
隣接するコムーネは以下の通り。括弧内のSUは南サルデーニャ県所属を示す。
- グスピニ (SU)
- モーゴロ
- パビッローニス (SU)
- テッラルバ
- ウーラス